# Channel One Cup 2007
Channel One Cup 2007 byl turnaj ze série Euro Hockey Tour. Hokejový turnaj byl odehrán od 13.12.2007 - do 16.12.2007 v Moskvě. Utkání Česká republika - Švédsko bylo odehráno v Praze. Zúčastnila se čtyři reprezentační mužstva, která se utkala jednokolovým systémem každý s každým.

## Výsledky a tabulka
|    |         | RUS   | FIN    | CZE    | SWE     | V | VP | PP | P | Skóre | B |
| 1. | Rusko   | Rusko | 4:1    | 5:1    | 2:0     | 3 | 0  | 0  | 0 | 11:2  | 9 |
| 2. | Finsko  | 1:4   | Finsko | 6:5 SN | 3:2     | 1 | 1  | 0  | 1 | 10:11 | 5 |
| 3. | Česko   | 1:5   | 5:6 SN | Česko  | 5:4     | 1 | 0  | 1  | 1 | 11:15 | 4 |
| 4. | Švédsko | 0:2   | 2:3    | 4:5    | Švédsko | 0 | 0  | 0  | 3 | 6:10  | 0 |

 Česko –  Švédsko	5:4 (1:1, 4:1, 0:2) Zpráva
13. prosince 2007 – Praha
- Branky  Česko: 1. Tomáš Rolinek, 24. Leoš Čermák, 31. Jan Bulis, 39. Štěpán Hřebejk, 40. Jakub Klepiš
- Branky  Švédsko: 3. Dick Axelsson, 39. Niklas Persson, 47. Karl Fabricius, 57. Niklas Nordgren
- Rozhodčí: Levonen (FIN) – Bláha, Kalivoda (CZE)
- Vyloučení: 8:10 (1:0)
- Diváků: 5 730

Česko: 	Milan Hnilička – Vladimír Sičák, Josef  Melichar, Zdeněk Kutlák, Petr Čáslava, Angel Krstev, Miroslav Blaťák – Petr Ton, Jan Marek, Jan Bulis – Jakub Klepiš, Roman Červenka, Tomáš Rolinek - Zbyněk Irgl, Ivan Huml, Martin Chabada – Leoš Čermák, Václav Skuhravý, Štěpán Hřebejk. Trenéři: Alois Hadamczik, Josef Paleček a František Musil.
Švédsko: Backlund – Skogs, Frögren, Fransson, Fernholm, Hedin, Viklund, Jonsson, Nolander – Melin, Enqvist, Thörnberg – Jämtin, Persson, Äslund – Axelsson, Holmqvist, Fabricius – Nordgren, Harju, Hedström. Trenér: Bengt-Ake Gustafsson.

 Finsko -  Rusko 1:4 (0:0, 1:1, 0:3) Zpráva
13. prosince 2007 – Moskva
- Branky  Finsko: 21. Teemu Laine
- Branky  Rusko: 22. Daniil Markov, 49. Oleg Saprykin, 52. Něprjajev, 59. Fyodor Fjodorov
- Vyloučení: 9:9 (0:3) navíc Mäntymaa (FIN) 10 min.
- Diváci: 8 000

Finsko: Vehanen - Puistola, Luoma, Söderholm, Aalto, Mäntylä, Mäntymaa, Kankaanperä, Heikkinen - Laine, Hirschovits, Voutilainen - Pihlman, Immonen, Haataja - Osala, Pirnes, Lehtonen - Saarinen, Pakaslahti, Hytönen - Pikkarainen. Trenér: Doug Shedden.
Rusko: Jerjomenko - I. Nikulin, Proškin, Ščadilov, Kutějkin, D. Markov, Pereťagin, Kornějev, Medveděv - Morozov, Zinovjev, Zaripov - Pěrežogin, Těreščenko, Mozjakin - F. Fjodorov, Něprjajev, Afanasenkov - Sušinskij, Kurjanov, Saprykin. Trenér: Vjačeslav Bykov.

 Rusko -  Švédsko 2:0 (0:0, 1:0, 1:0) Zpráva
15. prosince 2007 – Moskva
- Branky  Rusko: 25. Alexej Morozov, 57. Oleg Saprykin
- Branky  Švédsko: nikdo
- Rozhodčí: Husička (CZE) - Birin, A. Medveděv (RUS)
- Vyloučení: 6:10 (1:0) navíc Thörnberg (SWE) 10 min.
- Diváci: 12 000

Rusko: Jačanov (2. Jerjomenko) - I. Nikulin, Proškin, Kornějev, J. Medveděv, D. Markov, Pereťagin, Ščadilov, Kutějkin - Morozov, Zinovjev, Zaripov - Sušinskij, Kurjanov, Saprykin - F. Fjodorov, Něprjajev, Afanasenkov - Pěrežogin, Těreščenko, Mozjakin. Trenér: Vjačeslav Bykov.
Švédsko: Larsson - Hedin, Viklund, Jonsson, Nolander, Skogs, Frögren, Fransson, Fernholm - Axelsson, Holmqvist, Fabricius - Nordgren, Harju, Hedström - Melin, Engqvist, Thörnberg - Danielsson, Persson, Aslund. Trenér: Bengt-Ake Gustafsson.

 Česko –  Finsko 5:6  SN  (1:3, 2:1, 2:1 – 0:0) Zpráva
15. prosince 2007 – Moskva
- Branky  Česko: 19. Štěpán Hřebejk, 27. Petr Kumstát, 32. Roman Červenka, 48. Petr Kumstát, 55. Václav Skuhravý
- Branky  Finsko: 5. Toni Söderholm, 7. Esa Pirnes, 8. Esa Pirnes, 29. Teemu Laine, 44. Tuukka Mäntylä, rozhodující  SN  Kim Hirschovits
- Rozhodčí: Olenin – Šeljanin, Sadovnikov (RUS)
- Vyloučení: 8:8 (2:1, 0:2)
- Diváků: 2 000

Česko: Milan Hnilička (8. Lukáš Mensator) – Vladimír Sičák, Josef Melichar, Zdeněk Kutlák, Petr Čáslava, Angel Krstev, Miroslav Blaťák, Michal Gulaši – Petr Ton, Jan Marek, Jan Bulis – Jakub Klepiš, Roman Červenka, Petr Hubáček – Zbyněk Irgl, Ivan Huml, Martin Chabada – Petr Kumstát, Václav Skuhravý , Štěpán Hřebejk. Trenéři: Alois Hadamczik, Josef Paleček a František Musil.
Finsko: Tarkki – Heikkinen, Mäntylä, Mäntymaa, Kankaanperä, Aalto, Söderholm, Luoma, Puistola – Pikkarainen, Hytönen, Saarinen – Lehtonen, Pirnes, Osala – Haataja, Immonen, Pihlman – Voutilainen, Hirschovits, Laine. Trenér: Doug Shedden.

 Česko –  Rusko	1:5 (1:2, 0:1, 0:2) Zpráva
17. prosince 2007 – Moskva
- Branky  Česko: 17. Václav Skuhravý
- Branky  Rusko: 2. Fjodor Fjodorov, 9. Alexej Morozov, 24. Alexander Pěrežogin, 48. Maxim Sušinskij, 52. Fjodor Fjodorov
- Rozhodčí: Persson (SWE) – Birin, A. Medveděv (RUS)
- Vyloučení: 9:7 (1:3)
- Diváků: 12 000

Česko: Lukáš Mensator – Vladimír Sičák, Josef Melichar, Angel Krstev, Zdeněk Kutlák, Michal Gulaši, Petr Čáslava, Filip Novák – Petr Ton, Jan Marek, Zbyněk Irgl – Jakub Klepiš, Roman Červenka, Jan Bulis – Tenkrát, Ivan Huml, Petr Hubáček – Petr Kumstát, Václav Skuhravý , Štěpán Hřebejk. Trenéři: Alois Hadamczik, Josef Paleček a František Musil.
Rusko: Jeremenko – I. Nikulin, Proškin, Kornějev, J. Medveděv, D. Markov, Pereťagin, Kutějkin, Ščadilov – Morozov, Zinovjev, Zaripov – Sušinskij, Kurjanov, Saprykin – F. Fjodorov, Něprjajev, Afanasenkov – Pěrežogin, Těreščenko, Mozjagin. Trenéři: Vjačeslav Bykov a Igor Zacharpin.

 Švédsko -  Finsko 2:3 (2:0, 0:2, 0:1) Zpráva
17. prosince 2007 – Moskva
- Branky  Švédsko: 8. Thomas Skogs, 17. Niklas Persson
- Branky  Finsko: 26. Juha-Pekka Haataja, 39. Jarkko Immonen, 59. Jesse Saarinen
- Rozhodčí: Bulanov - Šeljanin, Sadovnikov (RUS)
- Vyloučení: 7:11 (0:0)

Švédsko: Larsson - Jonsson, Hedin, Skogs, Fernholm, Fransson, Nolander, Frögren, Viklund - Axelsson, Holmqvist, Fabricius - Nordgren, Harju, Hedström - Melin, Engqvist, Thörnberg - Danielsson, Persson, Aslund. Trenér: Bengt-Ake Gustafsson.
Finsko: Vehanen - Söderholm, Kankaanperä, Aalto, Luoma, Heikkinen, Mäntylä, Mäntymaa, Puistola - Pikkarainen, Hytönen, Saarinen - Lehtonen, Pirnes, Osala - Haataja, Immonen, Pihlman - Voutilainen, Hirschovits, Laine. Trenér: Doug Shedden.

## Statistiky

### Nejlepší hráči
| Pozice                | Hráč                 |
| --------------------- | -------------------- |
| Brankář               | Alexander Jerjomenko |
| Obránce               | Mikko Luoma          |
| Útočník               | Oleg Saprykin        |
| Nejlepší hráč turnaje | Fjodor Fjodorov      |

### All Stars
| Pozice  | Hráč                |
| ------- | ------------------- |
| Brankář | Alexandr Jerjomenko |
| Obránce | Pasi Puistola       |
| Obránce | Daniil Markov       |
| Útočník | Oleg Saprykin       |
| Útočník | Fjodor Fjodorov     |
| Útočník | Esa Pirnes          |

### Kanadské bodování
| Poř. | Kanadské bodování | Branky | Přihrávky | Body |
| ---- | ----------------- | ------ | --------- | ---- |
| 1.   | Fjodor Fjodorov   | 3      | 2         | 5    |
| 2.   | Štěpán Hřebejk    | 2      | 2         | 4    |
| 3.   | Jarkko Immonen    | 1      | 3         | 4    |